# Eupithecia nigribasis
Eupithecia nigribasis là một loài bướm đêm trong họ Geometridae.